# Setariola
Setariola is een geslacht van de kevers uit de familie Languriidae. Eerst werd het door Mulsant & Rey in 1863 Setaria genoemd, wat later door Jakobson in 1915 in de huidige naam werd veranderd. Reitter stelde in 1920 Setarella voor, maar deze werd niet geldig verklaard. Dit geslacht is monotypisch. De enige onder dit geslacht vallende soort is Setariola sericea.